# Tezcatlipōca
| Оценки критиков | Оценки критиков |
| Источник        | Оценка          |
| --------------- | --------------- |
| Rocksound       | [ 1 ]           |

Tezcatlipōca (Тэхс-ка-тли-по-ка) — мини-альбом Английской рок-группы Tubelord. Это первое издание после Our First American Friends, которое показывает новое звучание добавившихся в группу Джеймса Эллиота Филда и Тома Коулсон-Смита. EP состоит из трёх песен и одного бонусного трека.
От альбома был издан сингл «Bazel» 26 февраля 2011 года.

## Список композиций
| №                   | Название            | Длительность |
| ------------------- | ------------------- | ------------ |
| 1.                  | «Arbor»             | 3:19         |
| 2.                  | «Ratchet»           | 3:00         |
| 3.                  | «Bazel»             | 3:00         |
| 4.                  | «De»                | 1:45         |
| Общая длительность: | Общая длительность: | 11:02        |

## Участники записи
Tubelord
- Джозеф Прендергаст — вокал, гитара
- Том Коулсон-Смит — бас-гитара
- Дэвид Кэтмар — бэк-вокал, ударные
- Джеймс Эллиот Филд — клавишные, ударные

Дополнительный персонал
- Майки Гленистер — корнет в песне «Ratchet»